# Villa Sola de Vega
Villa Sola de Vega är en kommun i Mexiko.   Den ligger i delstaten Oaxaca, i den sydöstra delen av landet, 400 km sydost om huvudstaden Mexico City. Arean är 680 kvadratkilometer.
Terrängen i Villa Sola de Vega är huvudsakligen bergig.
Följande samhällen finns i Villa Sola de Vega:
- San Sebastián de las Grutas
- El Carrizal
- San Juan Bautista
- Potrero
- Candelaria la Estancia
- El Común
- El Progreso
- Arroyo del Pajarito
- Potrerillo
- Llano Monte
- Yogorente
- El Sitio
- Yogolana
- Río Manteca
- Rancho del Cura
- La Unión
- Lazo
- Guichila